# Krefelder Forstwald

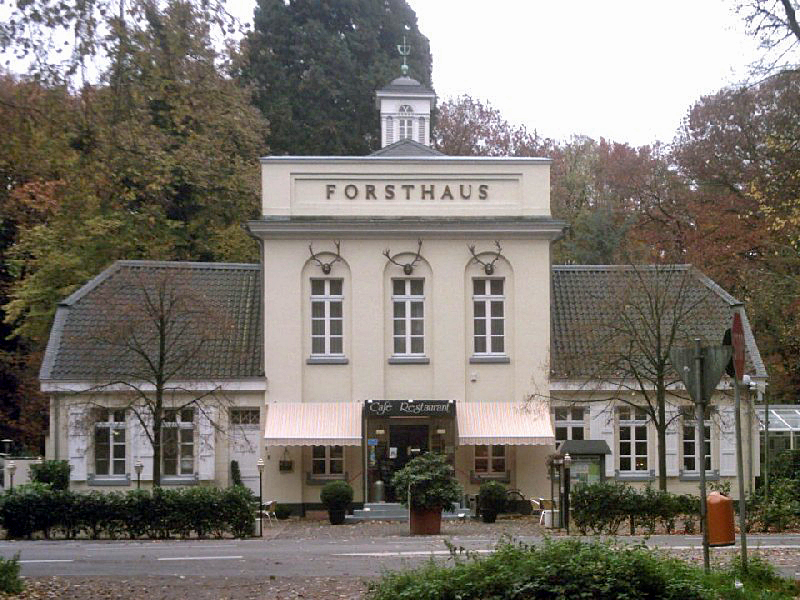
Forsthaus

Wildgehege

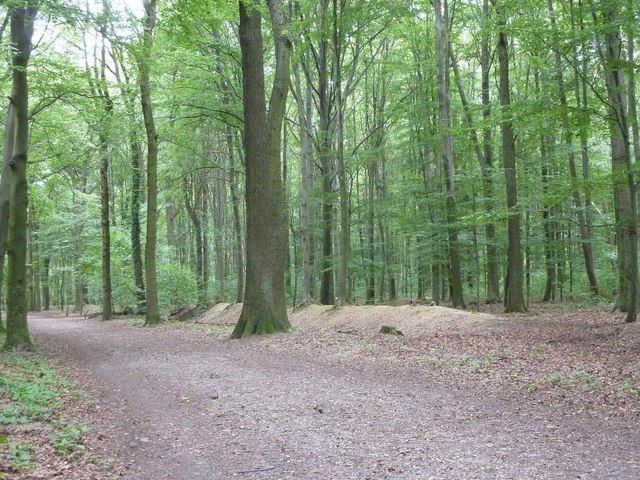
Krefelder Forstwald am Landwehrwall

Denkmal an die Schlacht bei Krefeld

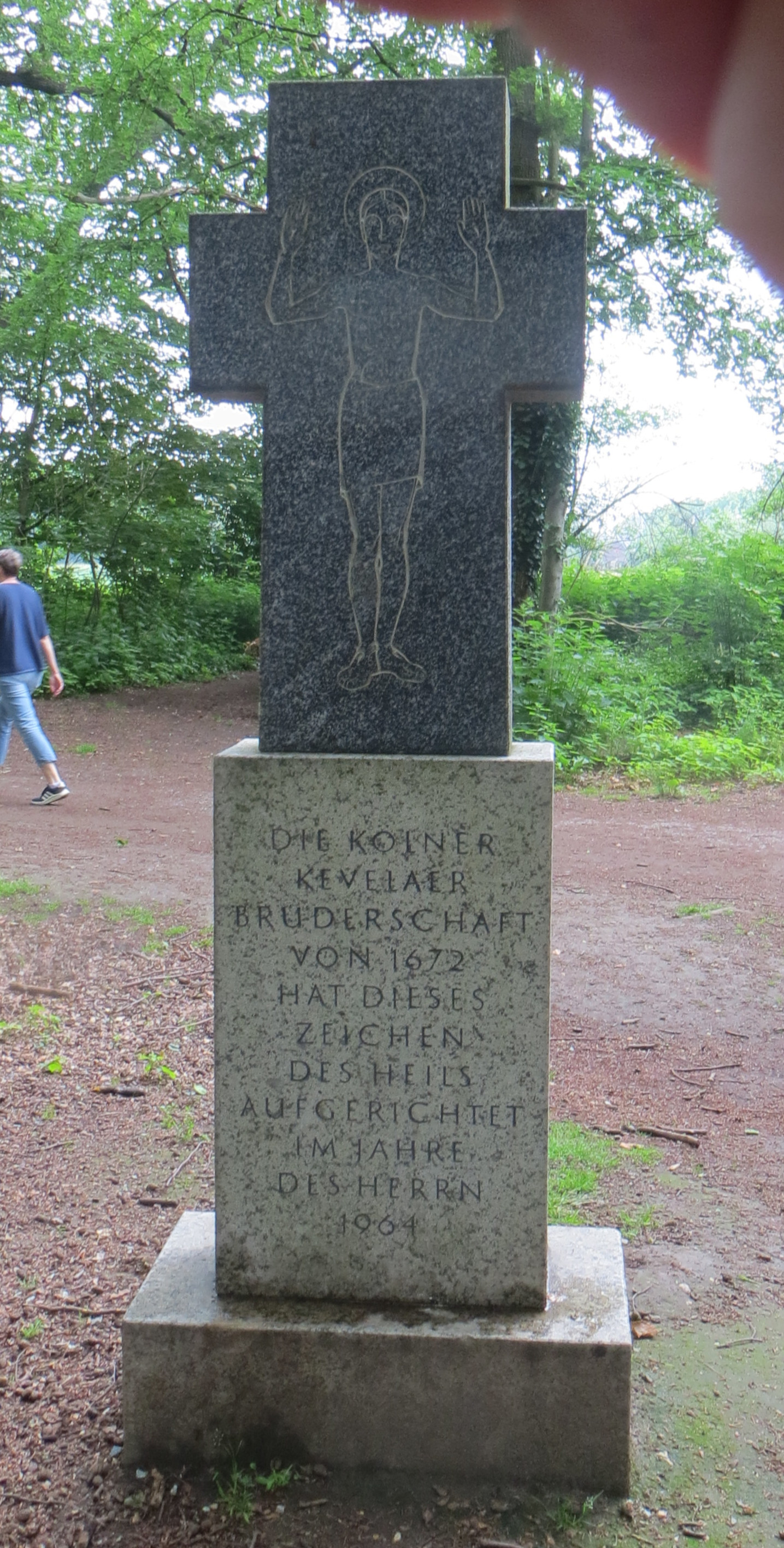
Kreuz der Kölner Kevelaer Bruderschaft

Der Krefelder Forstwald ist eine der größten Waldflächen der Stadt Krefeld im Südwesten der Stadt im gleichnamigen Ortsteil Forstwald. Er wurde im 19. Jahrhundert künstlich durch Aufforstung als Landschaftspark angelegt.

## Geschichte und Beschreibung
Im Jahr 1822 ersteigerte der Krefelder Kaufmann Gerhard Schumacher (1790–1845) ein 500 Morgen großes Gelände von der Gemeinde Vorst, das seinerzeit aus einer unfruchtbaren Heidefläche (St. Töniser Heide) bestand. Schumacher beauftragte zunächst eine Aufforstung des Geländes mit Kiefern, die Gestaltung übernahm der Landschaftsarchitekt Maximilian Friedrich Weyhe, der seine Planung nach den Prinzipien der französischen Ingenieurskunst in der Landschaftsarchitektur ausrichtete. Nach einem Brand erfolgte später eine Aufforstung mit Laubmischwald. Die sternförmig angelegten Wege führen im Zentrum auf das denkmalgeschützte, 1838 erbaute Forsthaus zu, das Schumacher als Jagdsitz nutzte. Das Forsthaus liegt an der Kreuzung der damals schon vorhandenen Plückertzstraße und Forstwaldstraße. Von seinem Wohnsitz, dem heute zur Stadt Tönisvorst gehörenden Gut Groß-Lind, führte eine schnurgerade Eichenallee bis zum Forsthaus.
Im Forsthaus betrieb die Tochter des Försters über viele Jahre eine Kaffeewirtschaft. Der Forstwald wurde ein beliebtes Ausflugsziel und Naherholungsgebiet, daher richtete man im Jahr 1896 auf Wunsch der Familie Schumacher an der nahe gelegenen Eisenbahnlinie Ruhrort–Gladbach eine Bahnstation ein. Von 1902 bis 1914 existierte im Bereich der heutigen Straße An der Alten Kur die Badeanstalt „Waldfrieden im Forstwald“.

### Heutige Nutzung
1929 wurde das 220 Hektar große Areal (davon 126 Hektar Wald) in die Stadt Krefeld eingemeindet. Nach einem anschließenden Umbau des Forsthauses wird dieses bis heute als Gaststätte genutzt, daneben befindet sich ein großer Parkplatz. Der Forstwald beherbergt ein kleines Wildgehege und ist ein beliebtes Naherholungsgebiet und Ausflugsziel für Spaziergänger, Jogger und Radfahrer, zudem gibt es einen Trimm-dich-Pfad.

## Sehenswürdigkeiten

### Landwehr
Vom historischen Forsthaus gelangt man über eine große Allee in südöstlicher Richtung zur im Jahr 1350 auf Veranlassung des Kölner Kurfürsten angelegten Landwehr. Die heute davon noch erhaltenen 1.600 Meter stehen seit 1988 als größtes und ältestes Bodendenkmal der Region unter Denkmalschutz.

### Denkmal Schlacht von Krefeld
An der nahe gelegenen Bundesstraße 57 befindet sich ein 1838 errichtetes Denkmal für die 5700 Toten der Schlacht bei Krefeld im Jahr 1758. Ein Diorama befindet sich im Museumszentrum Burg Linn.

### Pilgerkreuz der Kölner Kevelaer Bruderschaft
In der Nähe des Denkmals zur Erinnerung an die Schlacht bei Krefeld wurde im Jahr 1964 ein steinernes Pilgerkreuz auf dem Weg der seit 1648 stattfindenden Wallfahrt der Kölner Kevelaer Bruderschaft von der Kölner Stiftskirche St. Kunibert zur Kevelaer Gnadenkapelle aufgestellt.

## Kriegerische Auseinandersetzungen
Auf dem Gelände des heutigen Forstwaldes wurden mehrere Schlachten ausgetragen. Gekämpft wurde während des Hessenkriegs im Dreißigjährigen Krieg. Im Jahr 1642 fand hier die Schlacht auf der Kempener Heide und 1758 die Schlacht bei Krefeld statt. Während des Zweiten Weltkriegs befanden sich im Forstwald Stützpunkte der Organisation Todt, außerdem kam es im Rahmen des Durchmarsches der alliierten Truppen im März 1945 zu Kämpfen.